# ولی ولز (کالیفرنیا)
ولی ولز، کالیفرنیا (به انگلیسی: Valley Wells, California) یک سکونتگاه مسکونی و مکان مختص سرشماری در ایالات متحده آمریکا است که در شهرستان اینیو، کالیفرنیا واقع شده‌است.

## خصوصیات
ولی ولز ۲۷٫۸۰۹ کیلومترمربع مساحت و ۰ نفر جمعیت دارد و ۵۳۳ متر بالاتر از سطح دریا واقع شده‌است.